# Nesset
Gmina Nesset (norw. Nesset kommune) – norweska gmina leżąca w okręgu Møre og Romsdal. Jej siedzibą jest miasto Eidsvåg i Romsdal.
Nesset jest 96. norweską gminą pod względem powierzchni.

## Demografia
Według danych z roku 2005 gminę zamieszkuje 3181 osób. Gęstość zaludnienia wynosi 3,03 os./km². Pod względem zaludnienia Nesset zajmuje 262. miejsce wśród norweskich gmin.
| ludność stan na 1 stycznia 2005 |         |           |       |
|                                 | kobiety | mężczyźni | razem |
| osób                            | 1615    | 1566      | 3181  |
| %                               | 50,77%  | 49,23%    | 100%  |

| wykształcenie stan na 1 października 2004 |        |         |        |        |
|                                           | podst. | średnie | wyższe | niezn. |
| osób                                      | 643    | 1535    | 299    | 35     |
| %                                         | 25,6%  | 61,11%  | 11,9%  | 1,39%  |

## Edukacja
Według danych z 1 października 2004:
- liczba szkół podstawowych (norw. grunnskolar): 5
- liczba uczniów szkół podst.: 457

## Władze gminy
Według danych na rok 2011 administratorem gminy (norw. rådmann) jest Rigmor Brøste Kjersem, natomiast burmistrzem (norw. ordfører, d. borgermester) jest Rolf Jonas Hurlen.